# Tipula (Hesperotipula) streptocera
Tipula (Hesperotipula) streptocera is een tweevleugelige uit de familie langpootmuggen (Tipulidae). De soort komt voor in het Nearctisch gebied.